# Thiazi.net
Thiazi.net war ein deutschsprachiges rechtsextremes Internetforum, das 2007 gegründet wurde und vorher den deutschsprachigen Teil des Forums Skadi.net darstellte. Benannt wurde es nach dem aus der germanischen Mythologie stammenden Riesen Thiazi. Vorgänger war die Internetseite WPMP3, die sich später mit der Sturmseite zum Nationalen Forum zusammenschloss, bevor sie 2004 im Skadi.net-Forum aufging. Die Seite Thiazi.net zählte über eine Million Forenbeiträge von mehr als 20.000 Mitgliedern und lief über einen Server in den Vereinigten Staaten. Sie galt als die größte deutsche neonazistische Plattform und bezeichnete sich selbst als „größte germanische Weltnetzgemeinschaft“. Nach mehreren Festnahmen war die Internetseite seit Mitte Juni 2012 nicht mehr erreichbar. Die Domain wurde von dem gemeinnützigen Verein Gegen Vergessen – Für Demokratie übernommen. Dieser Verein nutzt die Domain, um Informationsangebote zum Thema Rechtsextremismus zu verbreiten.

## Inhalt und Struktur
Das Forum Thiazi.net war ein in mehrere Bereiche aufgegliedertes Forum. Den größten Bereich stellte der sogenannte „öffentliche Bereich“ dar, der auch ohne Registrierung frei einsehbar war. Die Bandbreite der Diskussionen dort erstreckte sich von  Alltagsthemen wie Tagespolitik, Kochrezepten, Filmbesprechungen und Alltagstipps bis hin zu Themen mit strafrechtlich relevanten Beiträgen wie zum Holocaust (Thementitel: Holocaust, Betrug des 20. Jahrhunderts?), der von der Mehrzahl der angemeldeten Nutzer geleugnet wurde. Deren Behauptungen wurde mit entsprechenden geschichtsrevisionistischen Angaben zugestimmt. Gleiches gilt für die Darstellung zum Ausbruch des Zweiten Weltkriegs (Thementitel: Wollte Hitler Krieg?) und weitere Postings, die die geschichtliche Rolle des Dritten Reichs in ein relativierendes Licht setzten. Gehäuft zu finden waren zudem Thesen, die allgemein als Verschwörungstheorien gelten, oder Themen mit Denkansätzen, die keinen anerkannten naturwissenschaftlichen Standards standhalten. Ebenso fanden sich Diskussionen über die Ausrichtung Deutschlands nach der angenommenen „Machtübernahme“ oder Nachbesprechungen über nationale Aktionen und Aufmärsche.
Ein weiterer strafrechtlich relevanter Bereich bestand im sogenannten „Händler-Bereich“, welcher zu einem großen Teil genutzt wurde, um indizierte Musik zu veräußern, welche mehrheitlich aus RAC und weiterer Musik des rechtsextremen Spektrums bestand. Die oftmals volksverhetzenden Texte wurden zudem noch einmal gesondert veröffentlicht. Derlei Musik fand sich ebenso in einem Download-Bereich, wo die Nutzer indizierte Alben fortlaufend ergänzten und sie somit zum freien Download zur Verfügung standen. Ebenso erhältlich waren Schriften und Videos von Geschichtsrevisionisten, Propagandaschriften aus dem Dritten Reich zu Themen wie dem deutschen Volk, den Juden, zur „Rassenkunde“ und vieles weitere. Einsicht in diesen Bereich hatte jedes registrierte Mitglied, zur Nutzung musste mindestens eine Spende von fünf Euro geleistet werden.
Ein ebenfalls nur für registrierte Mitglieder einsehbarer Bereich bestand im sogenannten „NSPF“ (Nationalsozialistisches Privatforum). Dieses diente dazu, denjenigen, die sich als Nationalsozialisten verstanden, eine Diskussionsplattform zu bieten, welche nicht von Mitgliedern des Thiazi-Forums genutzt werden konnte, die einer anderen politischen Ansicht angehörten. Die Themen überschnitten sich teilweise mit denen aus dem öffentlichen Bereich, behandelten aber in der Regel die als nationalsozialistisch verstandene Lebenskultur und politische Denk- und Handlungsweise.
Weder für Besucher noch für registrierte Mitglieder einsehbar waren einige Unterforen, welche von Mitgliedern eingerichtet wurden und zu denen man nur mit einer direkten Einladung und Freischaltung Zugang erhielt. Die Ausrichtung dieser Unterforen erfolgte nach bestimmten Themenkomplexen, welche für die eingeladenen Mitglieder von besonderem Interesse waren.
Die Finanzierung des Thiazi-Forums wurde über Bannerwerbung gleichgesinnter Versandhändler sowie freiwillige Spenden der Mitglieder realisiert, die dadurch besondere Rechte (Zutritt in den schwach frequentierten Asgard-Bereich, den Download-Bereich oder die Spielhalle) und Extras wie ein vergrößertes Postfach erhielten. Durch die rechtlichen Gegebenheiten in Deutschland wurde dazu eine Kontoverbindung in England benutzt, was bei der Durchsuchungswelle 2012 auch zu einer Hausdurchsuchung in England führte.

## Öffentlichkeit
Seit 2009 war das Thiazi-Forum Gegenstand strafrechtlicher Ermittlungen. Auch antifaschistische Organisationen und Personen beobachteten das Forum und stellten teilweise strafrechtlich relevante Inhalte fest. Um eine strafrechtliche Verfolgung zu ermöglichen, wurde ein Hauptaugenmerk auf die Moderatoren und Bereichsbetreuer gerichtet, was zu einer Outingwelle vieler der entsprechenden Personen führte. Im Zuge dessen empörte sich einer der geouteten Moderatoren öffentlich im Thiazi-Forum über die Methoden und seinen Angaben nach falschen Verdächtigungen der Antifa und versuchte dies durch Veröffentlichung seiner E-Mail-Adresse zu beweisen, welche sich von der Adresse unterschied, die in Bezug auf ihn von der Antifa angegeben wurde. Jedoch gelang es der Antifa, über die von ihm angegebene E-Mail-Adresse nun sein Moderatorenkonto bei Thiazi.net zu hacken. Somit erhielt sie Zugang in den internen Moderatorenbereich des Forums. Folge waren mehrere Veröffentlichungen dortiger Diskussionen der Moderatoren über Vorgänge und Nutzer des Forums auf linkspolitischen Internetseiten wie indymedia. Ebenso wurde das "NSPF" veröffentlicht, welches allerdings schon immer für jedes registrierte Mitglied frei einsehbar war. Des Weiteren fanden sich aber auch für die Öffentlichkeit unsichtbar geschaltete Beiträge, die Rückschlüsse auf die Identität eines Mitglieds zuließen, welches sich den Mutmaßungen nach als Mitglied der NPD zeigte. Die Staatsanwaltschaft Chemnitz leitete daraufhin gegen einen NPD-Kommunalpolitiker aufgrund von Holocaustleugnung Ermittlungen ein.
Durch seine Aktivitäten rückte das Forum immer weiter in den Fokus der Öffentlichkeit und Presse. So schrieb die Frankfurter Rundschau, dass sich dort „auf Hunderten Seiten rechte Nutzer darüber“ austauschten, „ob sie an den Holocaust ‚glauben‘ und wie er sich öffentlich widerlegen ließe‚ ohne sich selbst zu kriminalisieren“. Die Frankfurter Allgemeine Zeitung berichtete, dass sich Rechtsextremisten offen über Waffenkauf und „Unterrassen“ austauschten, den Holocaust leugneten und Ex-Mitglieder bedrohten. Spiegel Online beschrieb die Seite der rechtsextremen Szene „als mächtiges Propaganda- und Vernetzungsinstrument“, die neben dem Austausch rechtsradikalen Gedankenguts auch der Information und Mobilisierung diente. Viele Neonazis hätten sich „hier zu Aufmärschen“ verabredet oder „den Einstieg in die organisierte Szene“ gefunden.

## Ermittlungen
In den Jahren 2004 und 2006 wurde die internationale Forenplattform Skadi.net, aus der der deutschsprachige Bereich hervorging, im Verfassungsschutzbericht erwähnt. Die Bundesprüfstelle für jugendgefährdende Medien setzte Thiazi.net am 27. September 2007 unter anderem wegen „Glorifizierung des Nationalsozialismus“ und „Relativierung von Kriegsverbrechen“ auf die Liste D der jugendgefährdenden Medien.
Nach Angaben des Bundeskriminalamts befand sich die Website bereits seit 2009 im Visier von Ermittlern. Am 14. Juni 2012 wurden 24 Wohnungen und Geschäftsräume in elf Bundesländern und Großbritannien durchsucht. Die Schwerpunkte waren Mecklenburg-Vorpommern und Baden-Württemberg, da dort die beiden mutmaßlichen Hauptverantwortlichen des Forums – ein Erzieher sowie eine Hausfrau – wohnen. Den insgesamt 26 Beschuldigten wird angelastet, mehr als 2.400 Liedtexte und mehr als 1.400 Tonträger, die in mehrfacher Weise den Straftatbestand der Volksverhetzung erfüllen, zum Download angeboten zu haben. Gegen vier Beschuldigte lagen Haftbefehle vor. Laut eines Sprechers der Staatsanwaltschaft Rostock, die wegen des Verdachts der Bildung einer kriminellen Vereinigung ermittelt, ist unter den Beschuldigten ein führendes NPD-Mitglied. Der Präsident des deutschen Bundeskriminalamts, Jörg Ziercke, sagte, die Razzien seien „eine klare Botschaft an die Betreiber vergleichbarer Internetforen“. Das BKA werde „die Verbreitung von rechtsextremistischem und fremdenfeindlichem Gedankengut sowie die Verherrlichung des Nationalsozialismus konsequent verfolgen“ und habe seine „Anstrengungen zur Bekämpfung fremdenfeindlicher Straftaten im Internet weiter verstärkt“.
Das  neonazistische Informationsportal Altermedia stellte Ermittlungsakten gegen die mutmaßlichen Betreiber des Forums online.
Im November 2014 wurden im 1. Thiazi-Prozess vier Betreiber, drei Männer und eine Frau, des Forums vor dem Landgericht Rostock wegen Volksverhetzung in mehreren hundert Fällen und Bildung einer kriminellen Vereinigung angeklagt.
Drei Jahre später, im November 2017, wurden im 2. Thiazi-Prozess drei weitere Betreiber des Forums ebenfalls vor dem Landgericht Rostock wegen Volksverhetzung, Bildung einer kriminellen Vereinigung, Verwendens von Kennzeichen verfassungswidriger Organisationen und Verbreitens von Propagandamitteln verfassungswidriger Organisationen angeklagt. Arnulf Priem, ein Angeklagter in diesem Prozess, erschien zum Prozessbeginn nicht vor Gericht, sodass ein Haftbefehl gegen ihn erlassen wurde.

## Bekannte Urteile

### Deutschland
Im Gegensatz zu vergleichbaren Verfahren, wie z. B. dem des Aktionsbüro Mittelrhein, wurden die Betreiber in Gruppen zu 3–4 Personen angeklagt. Die Verfahren finden vor der 3. Großen Strafkammer – als Staatsschutzkammer – am Landgericht Rostock statt.

#### 1. Thiazi-Prozess (11/2014 – 06/2015)
| Namen      | Nickname                                  | Urteil |
| ---------- | ----------------------------------------- | --- |
| Klaus R.   | WPMP3                                     | 3 Jahre 6 Monate                                                                                            |
| Daniela W. | Fjörgyn / +admin+                         | 2 Jahre (ausgesetzt auf 3 Jahre zur Bewährung) sowie 200 Stunden gemeinnützige Arbeit                       |
| Denny S.   | Szenekritiker / Betreuer 11 / Musikarchiv | 1 Jahre 8 Monate (ausgesetzt auf 2 Jahre und 6 Monate zur Bewährung) sowie 200 Stunden gemeinnützige Arbeit |
| Dominik S. | Heinfred / Betreuer 4                     | 1 Jahre 3 Monate (ausgesetzt auf 2 Jahre zur Bewährung) sowie 150 Stunden gemeinnützige Arbeit              |

Im Zuge der Verhandlung zum 1. Thiazi-Prozesses wurde bekannt, dass gegen drei ehemalige Betreuer die Verfahren eingestellt wurden:
| Namen      | Nickname                 | Urteil                                                            |
| ---------- | ------------------------ | ----------------------------------------------------------------- |
| Nicola B.  | Prometheusfunke          | Gegen Geldauflage eingestellt                                     |
| Marian R.  | Krafft                   | Gegen Geldauflage eingestellt (20.000 Euro)                       |
| Philipp K. | Grom / GKT / Betreuer 10 | Eingestellt aufgrund Verfahrensunfähigkeit nach § 170 Abs. 2 StPO |

#### 2. Thiazi-Prozess (11/2017 – 04/2018)
| Namen        | Nickname     | Urteil                     |
| ------------ | ------------ | -------------------------- |
| Arnulf P.    | Stabschef    | 1 Jahr 10 Monate Bewährung |
| Arno W.      | creator_mod  | 1 Jahr 9 Monate Bewährung  |
| Alexander A. | Germanenblut | 1 Jahr 7 Monate Bewährung  |

#### 3. Thiazi-Prozess (02/2018 – 05/2018)
| Namen      | Nickname                       | Urteil                                                                                  |
| ---------- | ------------------------------ | --------------------------------------------------------------------------------------- |
| Ronny H.   | Halvar                         | Bewährungsstrafen zwischen 10 und 12 Monaten, sowie Geldauflagen von bis zu 1.000 Euro. |
| Nicolai B. | Betreuer 2 / Überzeugungstäter | Bewährungsstrafen zwischen 10 und 12 Monaten, sowie Geldauflagen von bis zu 1.000 Euro. |
| Mario E.   | Betreuer 3 / Gilgamesch        | Bewährungsstrafen zwischen 10 und 12 Monaten, sowie Geldauflagen von bis zu 1.000 Euro. |

#### 4. Thiazi-Prozess (06/2018 – Ausstehend)
| Namen     | Nickname  | Urteil     |
| --------- | --------- | ---------- |
| Dirk V.   | Hlinka    | Ausstehend |
| Tobias S. | Blutzeuge | Ausstehend |

#### 5. Thiazi-Prozess (07/2019 – 08/2019)
| Namen          | Nickname                | Urteil              |
| -------------- | ----------------------- | ------------------- |
| Peter Marko B. | Betreuer 9 / Beobachter | 1 Jahr 10 Bewährung |
| Daniela M.     | Betreuer 9 / G.Girl     | 9 Monate Bewährung  |

Weitere bekanntgewordene Urteile, die nicht am Landgericht Rostock verhandelt wurden
| Namen    | Nickname   | Urteil           |
| -------- | ---------- | ---------------- |
| Danny K. | Danny-ACAB | 1 Jahre 6 Monate |

### Österreich
In Österreich wurden die Anklagen dezentral durchgeführt, d. h., es gab keine federführende Staatsanwaltschaft, die die Anklagen bündelte. Somit wurden alle Angeklagten an den für sie zuständigen Landesgerichten angeklagt.
| Namen             | Nickname           | Urteil |
| ----------------- | ------------------ | --- |
| Christian W.      | Mjölnir            | 20 Monate Haft (15 Monate bedingt / 5 Monate unbedingt)                                                        |
| Roland S.         | Wolke / Betreuer 6 | 5 Jahre Haft (flüchtig, Interpolsuche: in allen EU-Staaten und dem Schengenraum zur Verhaftung ausgeschrieben) |
| unbekannt         | Burkhard           | 2 Jahre Haft (bedingt)                                                                                         |
| unbekannt         | Frontwehr          | 1 Jahr Haft (bedingt) sowie 480 Euro Geldstrafe                                                                |
| Bernhard James B. | NS-Freund          | 20 Monate Haft unbedingt / nach Berufungsverhandlung                                                           |
| Günther Adolf A.  | Oberdonau          | 2 Jahre 9 Monate Haft (unbedingt, nicht rechtskräftig)                                                         |
| unbekannt         | Ostmärkler         | 9 Monate Haft (bedingt)                                                                                        |
| unbekannt         | Peoplehater-Wien   | Freispruch |
| Felix B.          | Prinz-Eugen        | 5 Jahre 9 Monate Haft (unbedingt)                                                                              |
| unbekannt         | Simplicissimus     | 2 Jahre Haft (16 Monate bedingt / 4 Monate unbedingt) sowie 4.680 Euro Geldstrafe                              |
| unbekannt         | Sturmreiter        | 1 Jahr Haft (bedingt) sowie 3600 Euro Geldstrafe                                                               |

Laut einer Anfrage im Nationalrat konnten folgende Benutzer nicht ermittelt werden:
| Benutzernamen |
| --- |
| Anduin / Finnja / Fylgjur / gebis / King / Koenigstieger / Maschinenmensch / no mercy / NS-Ostmark / Walter_nowotny / xchris |

* Fettschrift = Betreuer/Administratoren